# Erich Klotz
Erich Klotz (* 24. Juni 1907 in Beilstein; † März 1962 in Ulm) war ein deutscher Rechtsanwalt und Oberbürgermeister von Geislingen an der Steige.

## Leben
Sein Vater war Stadtschultheiß von Beilstein. Groß-, Urgroß- und Ururgroßvater waren ebenfalls Schultheiße. Nach dem Abitur an dem Realgymnasium in Heilbronn nahm Klotz zum Wintersemester 1925/1926 das Studium der Rechtswissenschaften an der Eberhard Karls Universität Tübingen auf. Hier schloss er sich der Studentenverbindung Landsmannschaft Schottland an. 1931 wurde er in Tübingen zum Dr. iur. promoviert. Danach ließ er sich zunächst in Geislingen und später in Stuttgart als Rechtsanwalt nieder. Von 1952 bis 1962 war Erich Klotz Oberbürgermeister von Geislingen an der Steige.
Er war der Vater von Erhard Klotz.